# Kempeitai
O Kempeitai (em português:  Corpo de Soldados da Lei) era o braço policial militar do Exército Imperial Japonês, de 1881 a 1945. Não era um serviço de polícia no estilo inglês, mas uma gendarmaria de estilo francês. Logo, embora fosse institucionalmente parte do Exército Imperial Japonês, também desempenhava as funções de polícia militar para a Marinha Imperial Japonesa sob a direção do Ministro do Almirantado (embora a MIJ tivesse seu próprio  Tokeitai), de polícia executiva sob a direção do Ministro do Interior, e de polícia judiciária sob a direção do Ministro da Justiça. Um membro do corpo era denominado kempei.